# تمساح‌های اره‌ای
لیمنوسور (نام علمی: Pristichampsus) نام یک سرده از راسته تمساحان است.